# Arlanc
Arlanc és un municipi francès situat al departament del Puèi Domat i a la regió d'Alvèrnia-Roine-Alps. L'any 2007 tenia 1.890 habitants.

## Demografia

### Població
El 2007 la població de fet d'Arlanc era de 1.890 persones. Hi havia 799 famílies de les quals 278 eren unipersonals (141 homes vivint sols i 137 dones vivint soles), 258 parelles sense fills, 204 parelles amb fills i 59 famílies monoparentals amb fills.
La població ha evolucionat segons el següent gràfic:
Habitants censats

### Habitatges
El 2007 hi havia 1.301 habitatges, 817 eren l'habitatge principal de la família, 260 eren segones residències i 224 estaven desocupats. 1.105 eren cases i 194 eren apartaments. Dels 817 habitatges principals, 572 estaven ocupats pels seus propietaris, 216 estaven llogats i ocupats pels llogaters i 29 estaven cedits a títol gratuït; 13 tenien una cambra, 61 en tenien dues, 142 en tenien tres, 246 en tenien quatre i 356 en tenien cinc o més. 490 habitatges disposaven pel capbaix d'una plaça de pàrquing. A 350 habitatges hi havia un automòbil i a 326 n'hi havia dos o més.

### Piràmide de població
La piràmide de població per edats i sexe el 2009 era:
| Homes | Edats   | Dones |
| ----- | ------- | ----- |
| 0     | 95 o +  | 8     |
| 8     | 90 a 94 | 8     |
| 20    | 85 a 89 | 72    |
| 16    | 80 a 84 | 52    |
| 60    | 75 a 79 | 112   |
| 52    | 70 a 74 | 72    |
| 36    | 65 a 69 | 48    |
| 48    | 60 a 64 | 32    |
| 44    | 55 a 59 | 52    |
| 84    | 50 a 54 | 72    |
| 60    | 45 a 49 | 40    |
| 68    | 40 a 44 | 76    |
| 68    | 35 a 39 | 64    |
| 56    | 30 a 34 | 76    |
| 48    | 25 a 29 | 44    |
| 40    | 20 a 24 | 32    |
| 60    | 15 a 19 | 76    |
| 72    | 10 a 14 | 96    |
| 32    | 5 a 9   | 44    |
| 32    | 0 a 4   | 44    |

## Economia
El 2007 la població en edat de treballar era de 1.137 persones, 795 eren actives i 342 eren inactives. De les 795 persones actives 696 estaven ocupades (393 homes i 303 dones) i 98 estaven aturades (40 homes i 58 dones). De les 342 persones inactives 140 estaven jubilades, 68 estaven estudiant i 134 estaven classificades com a «altres inactius».

### Ingressos
El 2009 a Arlanc hi havia 840 unitats fiscals que integraven 1.874 persones, la mediana anual d'ingressos fiscals per persona era de 14.581 €.

### Activitats econòmiques
Dels 130 establiments que hi havia el 2007, 2 eren d'empreses extractives, 3 d'empreses alimentàries, 12 d'empreses de fabricació d'altres productes industrials, 26 d'empreses de construcció, 36 d'empreses de comerç i reparació d'automòbils, 7 d'empreses de transport, 6 d'empreses d'hostatgeria i restauració, 6 d'empreses financeres, 2 d'empreses immobiliàries, 10 d'empreses de serveis, 14 d'entitats de l'administració pública i 6 d'empreses classificades com a «altres activitats de serveis».
Dels 44 establiments de servei als particulars que hi havia el 2009, 1 era una oficina d'administració d'Hisenda pública, 1 gendarmeria, 1 oficina de correu, 3 oficines bancàries, 1 funerària, 5 tallers de reparació d'automòbils i de material agrícola, 7 paletes, 3 guixaires pintors, 5 fusteries, 4 lampisteries, 3 electricistes, 3 perruqueries, 1 veterinari, 3 restaurants, 2 agències immobiliàries i 1 tintoreria.
Dels 13 establiments comercials que hi havia el 2009, 1 era un supermercat, 1 una gran superfície de material de bricolatge, 1 una botiga de més de 120 m², 2 fleques, 2 carnisseries, 1 una llibreria, 3 botigues de roba, 1 una botiga d'electrodomèstics i 1 una floristeria.
L'any 2000 a Arlanc hi havia 61 explotacions agrícoles que ocupaven un total de 1.829 hectàrees.

## Equipaments sanitaris i escolars
Els 2 equipaments sanitaris que hi havia el 2009 eren farmàcies.
El 2009 hi havia 2 escoles elementals. Arlanc disposava de 2 col·legis d'educació secundària amb 137 alumnes.

## Poblacions més properes
El següent diagrama mostra les poblacions més properes.